# مامورو هوسودا
مامورو هوسودا (به ژاپنی: 細田 守 Hosoda Mamoru) (زاده ۱۹ سپتامبر ۱۹۶۷)، یک کارگردان فیلم و انیمیشن ژاپنی است. او که قبلاً یکی از کارمندان استودیوی توئی انیمیشن بود، از سال ۲۰۰۵ تا ۲۰۱۱ در استودیوی مدهاس مشغول به کار شد. هوسودا در ۲۰۱۱ مدهاوس را نیز ترک کرده تا استودیوی انیمیشنی شخصی خود با نام استودیو چیزو را تأسیس کند. او برای اولین بار در سال ۲۰۰۰ با کارگردانی دو فیلم اول مجموعه دیجیمون و در سال ۲۰۰۵ با ساختن ششمین فیلم سری وان پیس در بین مردم مطرح شد. به دنبال آن از کارهای دیگر هوسودا می‌توان به دختری که در زمان پرش می‌کرد ، جنگ‌های تابستانی ، فرزندان گرگ ، پسر و دیو ، میرای و بل  اشاره کرد. وی برای ساخت انیمه بل ۱۴ دقیقه در جشنواره فیلم کن ۲۰۲۱ مورد تشویق حضار قرار گرفت. همچنین او با انیمه میرای در نود و یکمین دوره جوایز اسکار در بخش جایزه اسکار بهترین فیلم پویانمایی کاندید شد و اما از کسب جایزه بازماند.        

## زندگی نامه

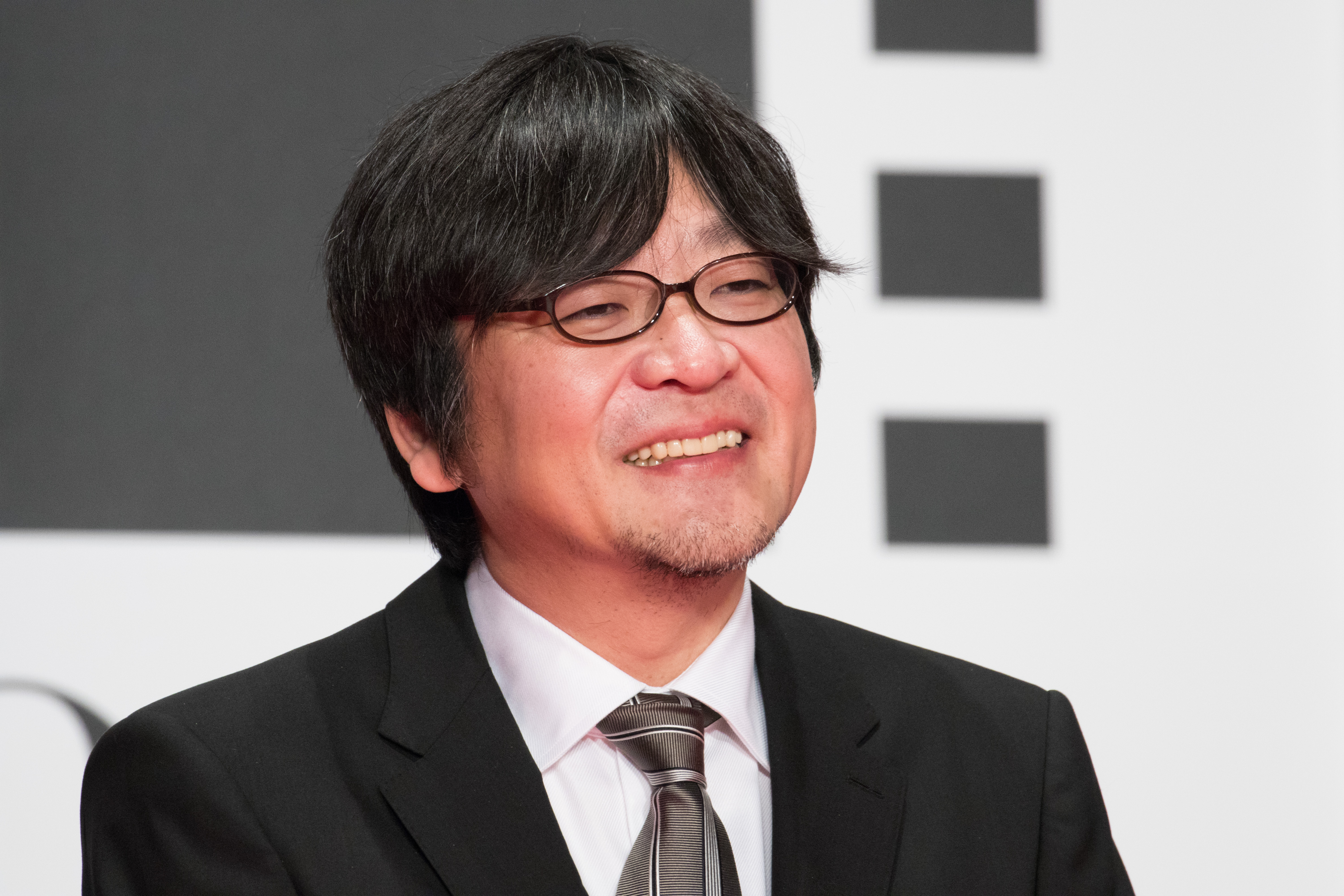
مامورو هوسودا

علاقه‌ی او به انیمه بعد از دیدن انیمه قلعه کاگلیوسترو یعنی اولین اثر مستقل هایائو میازاکی آغاز شد در واقع میازاکی برای او الهامی جدی بود تا این راه را ادامه بدهد. مامورو هوسودا بعد از فارغ‌التحصیلی خود، انیمه‌ی سینمایی کوتاهی ساخت و برای استودیو جیبلی  درخواست کار فرستاد. اگرچه استودیو جیبلی درخواست او را رد کرد، اما میازاکی برای او نامه‌ای فرستاد و تحسینش کرد. با این که هوسودا در جیبلی فرصتی به دست نیاورد، اما ناامید نشد. این‌بار برای توئی انیمیشن درخواست فرستاد و در آنجا مشغول به کار شد.
او در سال 2000 فیلم «Digimon: The Movie» را ساخت که اقتباسی از فیلم و بازی‌های قبلی سری دیجیمون بود و همچنین او ششمین فیلم از سری وان پیس یعنی(One Piece:Baron Omatsuri and the Secret Island) را ساخت. همین باعث شد که توجه مردم را به خود جلب کند و پس از آن، استودیو جیبلی از او خواست کرد تا در پروژه‌ای به کارگردانی بپردازد، اما اختلاف‌نظرش با کارفرمایانش در جیبلی سبب شد تا این همکاری متوقف بشود. این مساله مامورا هوسودا را به فکر ساخت استودیویی مستقل فرو برد. او در سال 2005 به استودیوی MADHOUSE (مدهاوس) پیوست و دو فیلم ساخت که بسیار مورد تحسین منتقدان قرار گرفت. تا سال 2011 در این استودیو مشغول به کار بود تا بالاخره در سال 2012 استودیو چیزو (Studio Chizu) را تاسیس کرد. چهار اثر آخر خود را در آنجا ساخت که با موفقیت های زیادی همراه بود.

## جوایز
هوسودا با تلاش‌های کارگردانی‌اش تحسین منتقدان را به دست آورد، وی برای ساخت انیمه دختری که در زمان پرش می‌کرد، جایزه آکادمی فیلم ژاپن را در بخش بهترین انیمیشن در سال 2007 دریافت کرد و همچنین برای ساخت انیمه جنگ‌های تابستانی، برای بار دوم برنده همان جایزه در سال 2010 شد.

## آثار

### کارگردانی
- دیجیمون (فیلم: 2000) - 2000

- وان پیس6: بارون اوماتسوری و جزیره مخفی - 2005

- دختری که در زمان پرش می‌کرد - 2006

- جنگ‌های تابستانی - 2009

- فرزندان گرگ - 2012

- پسر و دیو - 2015

- میرای - 2018

- بل - 2021